# بوبر ریش‌دار غربی
بوبر ریش‌دار غربی (نام علمی: Criniger barbatus) نام یک گونه از سرده بوبرهای موبلند است.